# كريستيانستاد
كريستيانستاد هي مدينة تقع في محافظة اسكونه،السويد.بلغ عدد سكانها في 2016 40،145 نسمة.